# Aarón Anselmino
Aarón Anselmino (ur. 29 kwietnia 2005 w Bernardo Larroudé) – argentyński piłkarz występujący na pozycji środkowego obrońcy, od 2023 roku zawodnik Boca Juniors.